# Longueil
Longueil és un municipi francès situat al departament del Sena Marítim i a la regió de Normandia. L'any 2007 tenia 550 habitants.

## Demografia

### Població
El 2007 la població de fet de Longueil era de 550 persones. Hi havia 218 famílies de les quals 48 eren unipersonals (24 homes vivint sols i 24 dones vivint soles), 77 parelles sense fills, 77 parelles amb fills i 16 famílies monoparentals amb fills.
La població ha evolucionat segons el següent gràfic:
Habitants censats

### Habitatges
El 2007 hi havia 271 habitatges, 217 eren l'habitatge principal de la família, 44 eren segones residències i 10 estaven desocupats. Tots els 267 habitatges eren cases. Dels 217 habitatges principals, 162 estaven ocupats pels seus propietaris, 50 estaven llogats i ocupats pels llogaters i 5 estaven cedits a títol gratuït; 1 tenia una cambra, 7 en tenien dues, 35 en tenien tres, 76 en tenien quatre i 98 en tenien cinc o més. 175 habitatges disposaven pel capbaix d'una plaça de pàrquing. A 109 habitatges hi havia un automòbil i a 81 n'hi havia dos o més.

### Piràmide de població
La piràmide de població per edats i sexe el 2009 era:
| Homes | Edats   | Dones |
| ----- | ------- | ----- |
| 0     | 95 o +  | 0     |
| 0     | 90 a 94 | 0     |
| 0     | 85 a 89 | 0     |
| 0     | 80 a 84 | 0     |
| 0     | 75 a 79 | 8     |
| 32    | 70 a 74 | 24    |
| 16    | 65 a 69 | 20    |
| 20    | 60 a 64 | 24    |
| 12    | 55 a 59 | 4     |
| 16    | 50 a 54 | 20    |
| 16    | 45 a 49 | 4     |
| 12    | 40 a 44 | 16    |
| 20    | 35 a 39 | 28    |
| 20    | 30 a 34 | 28    |
| 16    | 25 a 29 | 12    |
| 4     | 20 a 24 | 16    |
| 20    | 15 a 19 | 16    |
| 20    | 10 a 14 | 12    |
| 16    | 5 a 9   | 16    |
| 16    | 0 a 4   | 8     |

## Economia
El 2007 la població en edat de treballar era de 344 persones, 230 eren actives i 114 eren inactives. De les 230 persones actives 207 estaven ocupades (111 homes i 96 dones) i 23 estaven aturades (12 homes i 11 dones). De les 114 persones inactives 33 estaven jubilades, 32 estaven estudiant i 49 estaven classificades com a «altres inactius».

### Ingressos
El 2009 a Longueil hi havia 211 unitats fiscals que integraven 507 persones, la mediana anual d'ingressos fiscals per persona era de 17.371 €.

### Activitats econòmiques
Dels 29 establiments que hi havia el 2007, 1 era d'una empresa extractiva, 1 d'una empresa alimentària, 5 d'empreses de fabricació d'altres productes industrials, 8 d'empreses de construcció, 3 d'empreses de comerç i reparació d'automòbils, 1 d'una empresa de transport, 2 d'empreses d'hostatgeria i restauració, 1 d'una empresa financera, 2 d'empreses immobiliàries, 3 d'empreses de serveis i 2 d'empreses classificades com a «altres activitats de serveis».
Dels 8 establiments de servei als particulars que hi havia el 2009, 1 era un guixaire pintor, 3 fusteries, 2 lampisteries, 1 empresa de construcció i 1 perruqueria.
Dels 2 establiments comercials que hi havia el 2009, 1 era una botiga de menys de 120 m² i 1 una peixateria.
L'any 2000 a Longueil hi havia 13 explotacions agrícoles que ocupaven un total de 546 hectàrees.

## Equipaments sanitaris i escolars
El 2009 hi havia una escola elemental integrada dins d'un grup escolar amb les comunes properes formant una escola dispersa.

## Poblacions més properes
El següent diagrama mostra les poblacions més properes.